# 宝兴报春
宝兴报春（学名：Primula moupinensis）为报春花科报春花属下的一个种。

## 扩展阅读
- 維基物種上的相關：宝兴报春